# Adam-Philippe de Custine

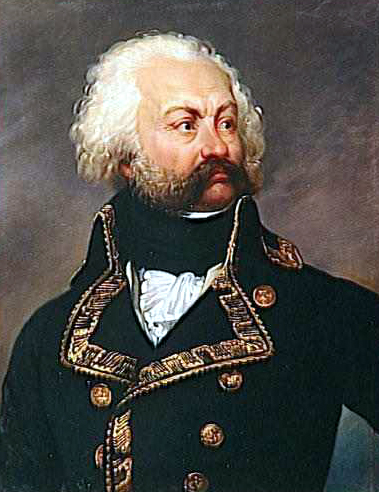
Le général moustache

Adam-Philippe, comte de Custine, genannt général moustache (* 4. Februar 1740 in Metz; † 28. August 1793 in Paris) war ein französischer Général de division, der vor allem durch die Eroberung von Mainz im Ersten Koalitionskrieg bekannt wurde. Infolge seiner Gegnerschaft zu den Jakobinern und Fehlschlägen bei militärischen Eigenmächtigkeiten wurde er verurteilt und guillotiniert.

## Leben
Custine stammte aus lothringischem Landadel. Die Familie besaß die Baronnie de Sarreck, an der Saar, nahe der deutsch-französischen Grenze. Bereits im Alter von fünf Jahren erhielt Custine eine Stelle als Sous-lieutenant im Régiment de Custine. (Die Namensgleichheit mit dem  Mestre de camp des Regiments weist auf eine verwandtschaftliche Gefälligkeit hin.) Custine war verheiratet mit Céleste Gagnat de Logny. Der Ehe entstammten zwei Kinder, ein Sohn und eine Tochter.
In der Regionalgeschichte zu den ersten Jahren der französischen Revolution im südlichen Rheinland, besonders in der Mainzer Republik, war General Custine bei deutschen Jakobinern ein willkommener Verkünder und Vorkämpfer der Revolutionsideen. In seinem „Aufruf an das gedrückte deutsche Volk deutscher Nation“ nach seiner Einnahme von Mainz, in dem er den Bürgern von Mainz, Speyer und Worms die Befreiung und den Schutz vor den „Despoten“ (gemeint waren die feudalen deutschen Fürsten) versprach und beteuerte „[…] Was mich betrifft, so habe ich, stolz auf den schönen Titel eines fränkischen Bürgers, alle jene Unterscheidungszeichen abgeschworen die der Stolz der Despoten erfand. Der einzige eines vernünftigen Menschen würdige Ehrgeiz ist dieser: In den Herzen seiner Mitbürger zu leben.“
Die französischen Republikaner, die in ihm misstrauisch den Aristokraten und Mann von Gestern sahen, urteilten: „[…] es fehlt Custine nicht an Geist, aber er war hochmütig, hitzig und inkonsequent.“ Seine kurze Teilnahme am Amerikanischen Unabhängigkeitskrieg gegen die Engländer soll ursächlich sein Engagement für die Revolution in Frankreich gewesen sein. Ein Zeitgenosse urteilte jedoch (übersetzt): „Er hatte sich die Prinzipien der Revolution zu Eigen gemacht, ohne sie jedoch zu verstehen.“ Biographen des 19. Jahrhunderts, unabhängig ob republikanischer oder monarchistischer Richtung, lasteten ihm politisches Fehlverhalten und mehrfach falsche militärische Entscheidungen an, hielten aber seine Verurteilung und Hinrichtung für ungerecht.

## Seine Militärkarriere

### In den Armeen Ludwigs XV. und XVI.
1748 war er mit der Armee des Maréchal de France Moritz von Sachsen, in den Niederlanden eingesetzt. Er zeichnete sich im Siebenjährigen Krieg so aus, dass ihm der Minister Étienne-François de Choiseul ein eigenes Dragonerregiment verlieh, das er aber mit dem Régiment de Saintonge infanterie, das 1780 zur Einschiffung nach Amerika bestimmt war, vertauschte. In Amerika tat er sich als Colonel unter dem Oberbefehl von Jean-Baptiste-Donatien de Vimeur, comte de Rochambeau besonders bei der Belagerung von Yorktown hervor.
1782/83 nach Frankreich zurückgekehrt, wurde er zum Maréchal de camp und Gouverneur von Toulon ernannt. 1788 war er Generalinspekteur der Truppen in Flandern.

### Im Ersten Revolutionskrieg
1789 wurde Custine Abgeordneter des lothringischen Adels in der Nationalversammlung, wo er sich entschieden auf die Seite der liberalen Partei stellte. Er vertrat die Auffassung, dass es für Frankreich notwendig sei, das linke Rheinufer zu erobern, mit dem Rhein als „natürliche Grenze“ Frankreichs. Er war dafür bekannt, preußischen Drill zu bewundern und strikten Gehorsam von seinen Soldaten zu fordern, was ihn als Militär alter Schule kennzeichnete. Die in die Linientruppen integrierten Freiwilligen-Bataillone versuchte er mit Brutalität zu disziplinieren, was ihn bei seinem Prozess 1793 schwer belasten sollte. 1791 wurde er von der Nationalversammlung zum Général de division befördert und erhielt 1792 ein Kommando am Oberrhein über die Vogesenarmee aus der Armee des Marschall Nicolas Luckner, mit der er die Festung Pruntrut eroberte. Er besetzte die Weißenburger Linien und traf am 12. August in Landau ein. Luckners Nachfolger Armand-Louis de Gontaut, duc de Biron befahl ihm den Einmarsch in die Pfalz und am 30. September nahm er Speyer, am 5. Oktober Worms, am 21. Oktober Mainz. Alle Städte (Mainz z. B. hatte zur Verteidigung nur 800 Österreicher und 2000 Mainzer) wurden nahezu widerstandslos eingenommen, da sich die preußisch-österreichischen Linientruppen bei der Invasionsarmee in der Champagne und den habsburgischen Niederlanden befanden.
Die kurpfälzische Festung Mannheim ließ er unbehelligt, denn der Kurfürst hatte sich in dem Konflikt mit Frankreich neutral verhalten. Die nahezu verlustfreien Eroberungen am Rhein begeisterten die französische Öffentlichkeit – und die Deutschen, die mit der Revolution sympathisierten, sahen in Custine den Befreier von absolutistischer Adelsherrschaft und Unterstützer eigener Demokratiebestrebungen. Im Oktober soll er oberkommandierender General der vereinigten Mosel-, Rhein- und Vogesenarmeen geworden sein. Sein Fehler war es, sich danach nicht mit General François-Christophe Kellermann, der die Festung Luxemburg belagerte, und der Ardennenarmee von General Charles-François Dumouriez zu verbinden, um die Truppen des Herzogs Karl Wilhelm Ferdinand von Braunschweig bei ihrem Rückzug nach der Kanonade bei Valmy endgültig auseinanderzutreiben.
Seine Kompetenzen grob überschreitend – und verführt von seinen Erfolgen bei der Einnahme des südlichen Rheinlands –, forderte er beide vorgenannten Generäle zur Unterstützung seiner Pläne zum Einmarsch auf deutsche Gebiete rechts des Rheins auf. Er ging aber alleine mit einer viel zu schwachen Armee über den Rhein und besetzte am 27. Oktober 1792 mit hohen Kontributionsforderungen „[…] die Handels- und freie Reichsstadt Frankfurt am Main, die sich in den verschiedenen Kriegen immer neutral gehalten hatte und für die Franzosen günstig gestimmt war […]“ Für weitere Plünderungen und Einnahmen aus Kontributionen ließ Custine seine Generäle Jean-Nicolas Houchard und Victor Neuwinger bis an die Lahn nach Limburg und in die Wetterau ziehen.
Nicht wissend, wie groß das anrückende Heer der Preußen, Sachsen und Hessen tatsächlich war, musste er sich zurückziehen. Da auch die Bewohner Frankfurts die unbedeutende französischen Besatzung angriffen, ordnete er am 2. Dezember den Rückzug aus Frankfurt an und plante für seine Truppen Winterquartiere im Hinterland von Mainz. Er selbst verlegte sein Hauptquartier nach Worms.
Zu schwerfällig und unentschlossen organisierte er eine Abwehr gegen die Preußen und machte seine Kommandeure für Niederlagen verantwortlich, die sie Anfang 1793 aus schwachen Positionen heraus rund um Mainz erlitten. So im Januar am Untermain bei Hochheim am Main, im März im Hunsrück bei Stromberg, an der Nahe bei Bingen und Bad Kreuznach und in Rheinhessen bei Ober-Flörsheim.
Viel zu spät und ungenügend ließ er die Festung Mainz mit Kriegsmaterial und Proviant für eine Belagerung ausrüsten. Die 20.000 Mann wurden am 10. April eingeschlossen und hatten nach drei Monaten keine Munition, die Stadt keine Lebensmittel mehr. Er hatte sich bereits am 31. März nach Landau zurückgezogen, da die Österreicher und die kleine Emigrantenarmée des Prinzen Condé unter Dagobert Sigmund von Wurmser Front gegen das Elsass machten. An der Lauter und der Queich wurden die Franzosen zurückgedrängt, die Weißenburger Linien wieder besetzt und die Festung Landau eingeschlossen.
Im April 1793 hatte er vom Nationalkonvent noch den Oberbefehl über die Nord- und Ardennenarmee an Stelle von Charles-François Dumouriez erhalten, der zu den Österreichern übergewechselt war. Wie sein Vorgänger opponierte Custine gegen Beschlüsse der Regierung und war ein Gegner der radikalrevolutionären Jakobiner.
Noch im Mai/Juni 1793 ließ er aus der Südpfalz heraus eine zur Entlastung der Mainzer Besatzung geplante Offensive gegen die Belagerer machen. Weit davor, an einer Linie Speyer-Kaiserslautern wurde sie zurückgeschlagen. Custine hatte zwischenzeitlich sein neues Kommando bei der Nordarmee in Westflandern übernommen. In dieser Zeit verloren die Franzosen dort die Festungen Condé und Valenciennes.
Anlässlich der Entgegennahme des Kommandos über die Nordarmee beim Kriegsministerium in Paris, wurde er auf die Anschuldigung von Jean Paul Marat und Jacques Nicolas Billaud-Varenne hin, vor den Wohlfahrtsausschuss geladen und in der Anklageakte vom 14. August 1793 beschuldigt, vorsätzlich die Würde eines Generals missbraucht, das Interesse der Republik verraten und Einverständnisse mit den Feinden Frankreichs unterhalten zu haben. Trotz seiner Verteidigung, mit der er mehrere Anklagepunkte widerlegen konnte, wurde er am 27. August 1793 vom Revolutionstribunal zum Tode verurteilt und am folgenden Tag guillotiniert. In Paris begann in diesen Tagen der Terreur der Jakobiner. Custine war der erste einer Reihe von guillotinierten Generälen, die ihrer aristokratischen Herkunft und ihres Dienstes in der Armee des Königs wegen unter Verdacht standen und für militärische Fehlschläge oder revolutionskritische Äußerungen angeklagt und verurteilt wurden.
Zu berücksichtigen ist, dass sich das revolutionäre Frankreich im Sommer 1793 in einer äußerst kritischen Situation befand. Die Finanzen, die Wirtschaft und die Versorgung der Bevölkerung waren praktisch zusammengebrochen. An allen Grenzen befanden sich seine Truppen in teilweise erbärmlichen Zustand und angegriffen von nahezu allen Fürsten Europas. In der Mehrzahl der Départements herrschten Aufruhr und bewaffneter Widerstand gegen die Zentralregierung, die schließlich die Verfassung außer Kraft setzte und brutal diktatorisch gegen ihre Feinde im Inneren und Äußeren vorging.

## Der Prozess Custine (nach Adolphe Thiers)

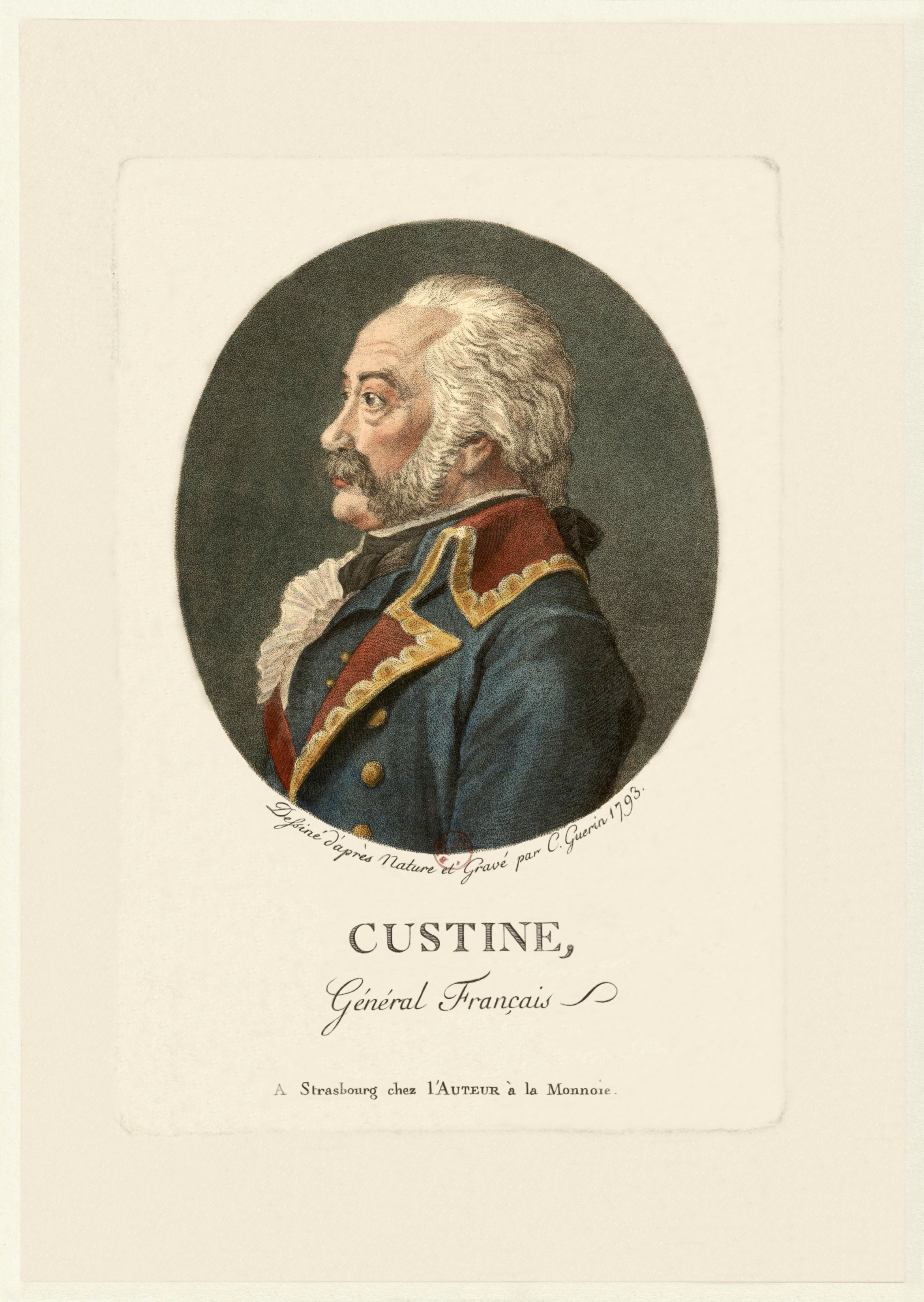
Adam-Philippe de Custine, kolorierter Stich von Christophe Guérin, 1793

Die Regierung, die seit Juni 1793 von den Jakobinern beherrscht war, sah sich einer Reihe von Truppenführern gegenüber, die eigenmächtig Außenpolitik betrieben, die Anordnungen von Paris nicht befolgten und ihr die Kompetenz zur Militär- und Kriegführung absprachen. Es wurde vermutet, Custine würde daher stellvertretend der Prozess gemacht, auch weil man Dumouriez nicht mehr wegen seiner Niederlage bei Neerwinden und seines Verrats belangen konnte. „[…] man war begierig, ein erhabenes Haupt zu treffen und dadurch zu erreichen, dass die Chefs der Armeen sich vor der Volksgewalt beugen mussten […]“ (Adolphe Thiers). Die Zeugen der Anklage des öffentlichen Prozesses bezichtigten Custine, sich nur mit aristokratischen Offizieren umgeben zu haben, „…Sie haben niemals gute Republikaner an ihrem Tisch gehabt!“ und Plünderer und Befehlsverweigerer ohne Gerichtsurteil exekutiert zu haben. Deutsche Zeugen führten an, er habe Mannheim, Koblenz, Darmstadt, Hanau usw. nicht besetzt, obwohl er von Bürgern darum gebeten worden war. Militärs beschuldigten ihn, seine Truppen in Stich gelassen zu haben.
Viele Anklagepunkte waren Denunziation und Racheakte. Endlich entscheidend für das Tribunal war vermutlich, dass man Custine mit dem „Verräter“ Dumouriez verglich, was „ihn vollends zu Grunde richtete“. Verrat an der Nation konnte ihm aber nicht nachgewiesen werden, doch sein eigenmächtiges Verlassen der Operationslinie am Rhein, den Befehl zurückzukommen nicht befolgt zu haben und seine „furchtsame Untätigkeit während der Belagerung von Mainz“, ließen das Tribunal mit Mehrheit für seine Verurteilung stimmen.

## Ehrungen
Sein Name ist am Triumphbogen in Paris in der 3. Spalte eingetragen.

## Anekdotisches
Nicht überall in Deutschland stieß der freiheitliche Geist auf begeisternde Zustimmung, der seinerzeit mit Custines Truppen durchs Rheinland zog. So berichtete die damalige Presse aus Mainz: „Die Mainzer sind mit der von Custine ihnen geschenkten Freyheit sehr unzufrieden; […] weil alle die, welche über 16. und unter 62. Jahr alt sind, die Waffen ergreifen sollen, um die Stadt zu vertheidigen. Sie verlangten: daß, wenn Custine sie frey machen wolle, er sie auch beschützen müsse.“

## Ausstellung
Aus Anlass des 225. Jahrestages der „Expedition Custine“, des Feldzugs Adam Philippe de Custine mit etwa 20.000 Mann von der französischen Festung Landau aus in das deutsche Reichsgebiet über Rheinpfalz, Rheinhessen und das Rhein-Main-Gebiet (22. September 1792 bis 23. Juli 1793) wurde von der Stiftung Historische Kommission für die Rheinlande 1789–1815 die Wanderausstellung „Expedition Custine – Rheinland-Pfalz, Hessen und die gescheiterte Freiheit 1792/93“ geschaffen. Start der Ausstellungsreihe war im September 2017 in Mainz, die Hauptausstellung fand vom 18. März (225. Jahrestag der Ausrufung der Mainzer Republik) bis zum 18. Mai 2018 im Hessischen Staatsarchiv Darmstadt statt. Schirmherr war Bernhard Vogel.